# Istituto Nazionale di Studi Etruschi ed Italici

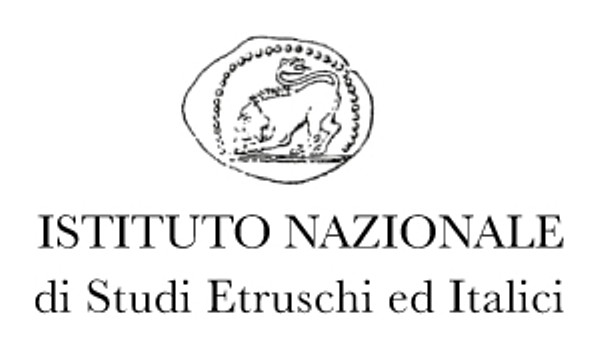
Logo des Instituts

Das Istituto Nazionale di Studi Etruschi ed Italici ist eine 1925 gegründete Einrichtung zur Förderung der Etruskologie mit Sitz in Florenz in der Via Romana.
Das Institut wurde zunächst unter dem Namen Comitato Permanente per l’Etruria eingerichtet und 1932 in Istituto di Studi Etruschi umbenannt. Die Umbenennung ging auf diesbezügliche Wünsche zurück, die während des 1. Internationalen Etruskologischen Kongresses im Jahr 1928 in Florenz geäußert wurden. Mit der 1951 verabschiedeten Satzung des Instituts wurde als offizieller Name Istituto di Studi Etruschi ed Italici festgeschrieben, der 1989 nochmals in die heute gültige Form Istituto Nazionale di Studi Etruschi ed Italici gebracht wurde.

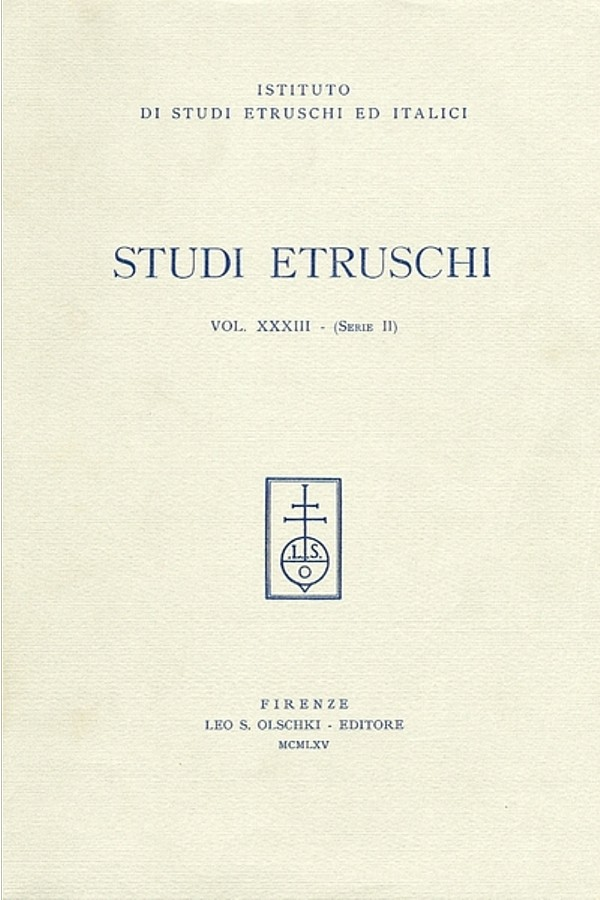
Ausgabe der Studi Etruschi von 1965

Aufgabe des Instituts ist es laut der Satzung von 1989, Forschung und Studium zu Kultur und Gesellschaft der Etrusker, nachrangig aber auch der übrigen italischen Völker zu fördern, zu verstärken und zu koordinieren. Seit 1927 gibt es die Zeitschrift Studi Etruschi heraus. An monographischen Reihen und Berichtbänden erscheinen im Namen des Instituts die Monumenti Etruschi, die Biblioteca di «Studi Etruschi», die Reihe Capua Preromana und die Atti di Convegni. Letztere umfassen die Beiträge zu den jährlich oder zweijährlich stattfindenden Versammlungen der Institutsmitglieder.
Das Institut hat auch die Schirmherrschaft für das auf seine Initiative hin 1973 gegründete Corpus Speculorum Etruscorum – die wissenschaftliche Erfassung sämtlicher etruskischer Bronzespiegel – übernommen. Es erfüllt hierbei redaktionelle Aufgaben und überwacht die für die Publikationen notwendigen Restaurierungen und Zeichnungen der Spiegel. Soweit möglich, gewährt es auch finanzielle Hilfe für die Publikationsvorbereitung.
Gegliedert ist das Institut in verschiedene Sektionen:
- Nordetrurien und das nördliche Italien
- Deutschland
- Frankreich
- Österreich
- Vereinigte Staaten von Amerika

Jede dieser Sektionen hat eigene Mitglieder und stellt einen verantwortlichen Leiter der Sektion.